# 倫勃朗塔

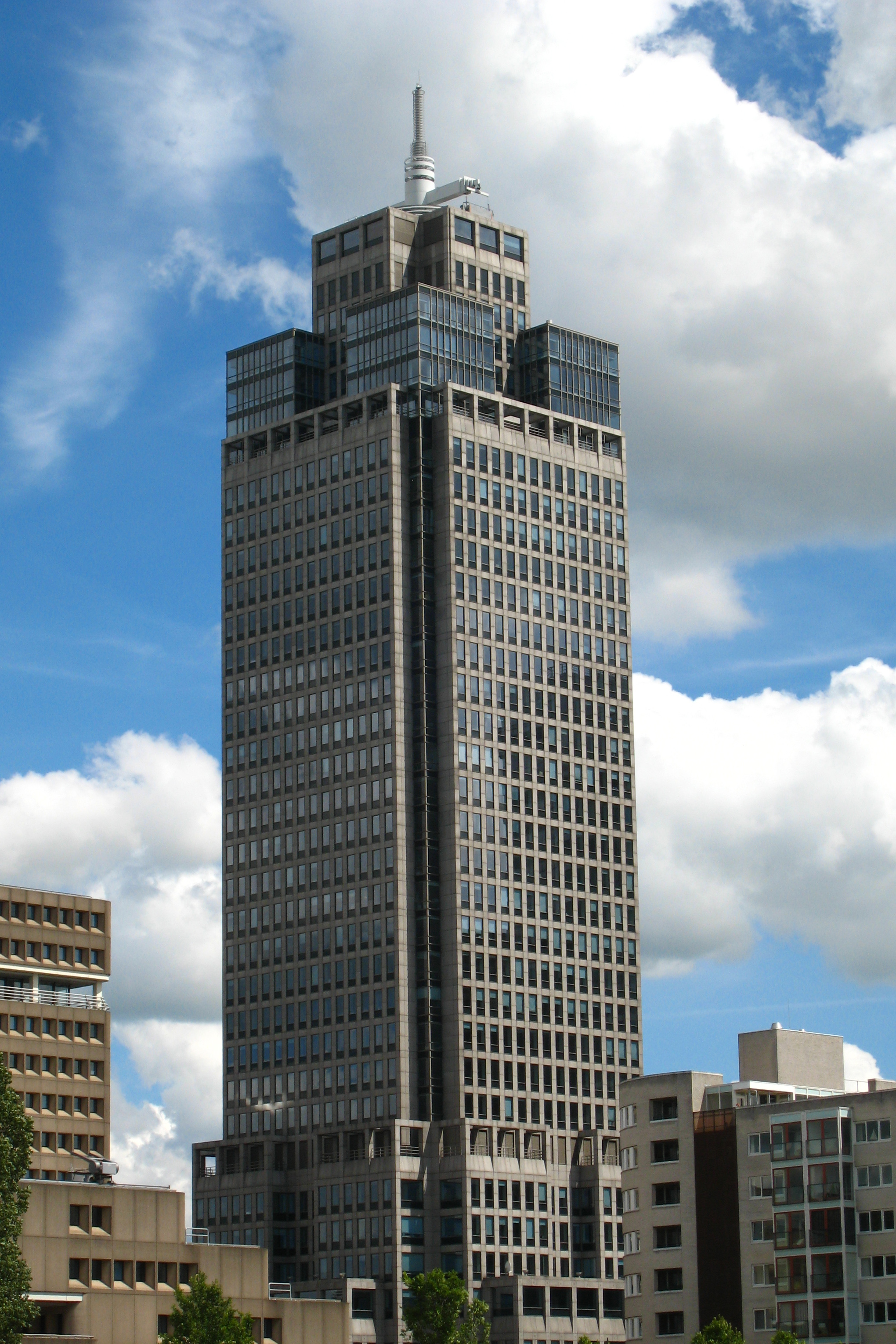

倫勃朗塔（荷蘭語：Rembrandttoren）是荷蘭阿姆斯特丹的一座摩天大樓。這座建築有36層，高135公尺。若計入天線部分，高150公尺。倫勃朗塔修建於1991年至1994年。

## 外部連結
- Official website （页面存档备份，存于）